# Andrés Domingo y Morales del Castillo
Tiến sĩ Andrés Domingo y Morales del Castillo (tiếng Tây Ban Nha: [anˈdres ðoˈmiŋgo i moˈɾales ðel kasˈtiʝo]; 4 tháng 9 năm 1892 – 1 tháng 6 năm 1979) là luật sư và chính khách người Cuba, từng giữ chức Quyền Tổng thống Cuba từ năm 1954 đến năm 1955.

## Tiểu sử
Domingo sinh ngày 4 tháng 9 năm 1892, quê ở thành phố Santiago de Cuba. Ông là con trai của Andrés Domingo y Romero và Antonia Morales del Castillo y Durive. Thuở nhỏ, ông theo học Trường Tiểu học El Divino Maestro, do nhà giáo dục người Cuba Juan Portuondo Estrada điều hành từ năm 1898 đến năm 1905, và sau đó tốt nghiệp Cử nhân Nghệ thuật và Khoa học tại Học viện Giáo dục Trung học Santiago de Cuba vào năm 1911. Ông còn lấy thêm bằng luật tại Đại học La Habana. Có lúc hành nghề Thẩm phán rồi về sau trở thành Thượng nghị sĩ vào năm 1944 và 1948.
Domingo từng giữ chức Bộ trưởng Phủ Tổng thống, Bộ Tư pháp, Bộ Nhà ở, Bộ Quốc phòng và Bộ Ngoại giao dưới thời Tổng thống Fulgencio Batista. Ngày 14 tháng 8 năm 1954, Batista đã chỉ định Domingo làm Quyền Tổng thống Cuba để ông có thể ra tranh cử tổng thống. Sau khi Batista tuyên thệ nhậm chức tổng thống vào ngày 24 tháng 2 năm 1955, Domingo vẫn tiếp tục nắm giữ chức vụ Bộ trưởng Phủ Tổng thống và mấy bộ nêu trên cho đến sáng sớm ngày 1 tháng 1 năm 1959, khi Batista từ chức và chạy trốn khỏi đất nước. 
Do lo ngại biến động chính trị ảnh hưởng đến bản thân mà ông buộc phải rời khỏi Cuba và chạy sang Cộng hòa Dominica trong tình trạng lưu vong vào ngày 1 tháng 1 năm 1959. Vài tháng sau, ông chuyển đến Đảo Madeira, Bồ Đào Nha và di cư sang Mỹ vào năm 1977. Ông đã trải qua một ca phẫu thuật tinh vi để điều trị bệnh tim và qua đời vào ngày 1 tháng 6 năm 1979 tại Bệnh viện Mercy ở Miami, Florida, Hoa Kỳ, hưởng thọ 85 tuổi. Ông không kết hôn và cũng không có con.